# Харківська обласна бібліотека для дітей та юнацтва

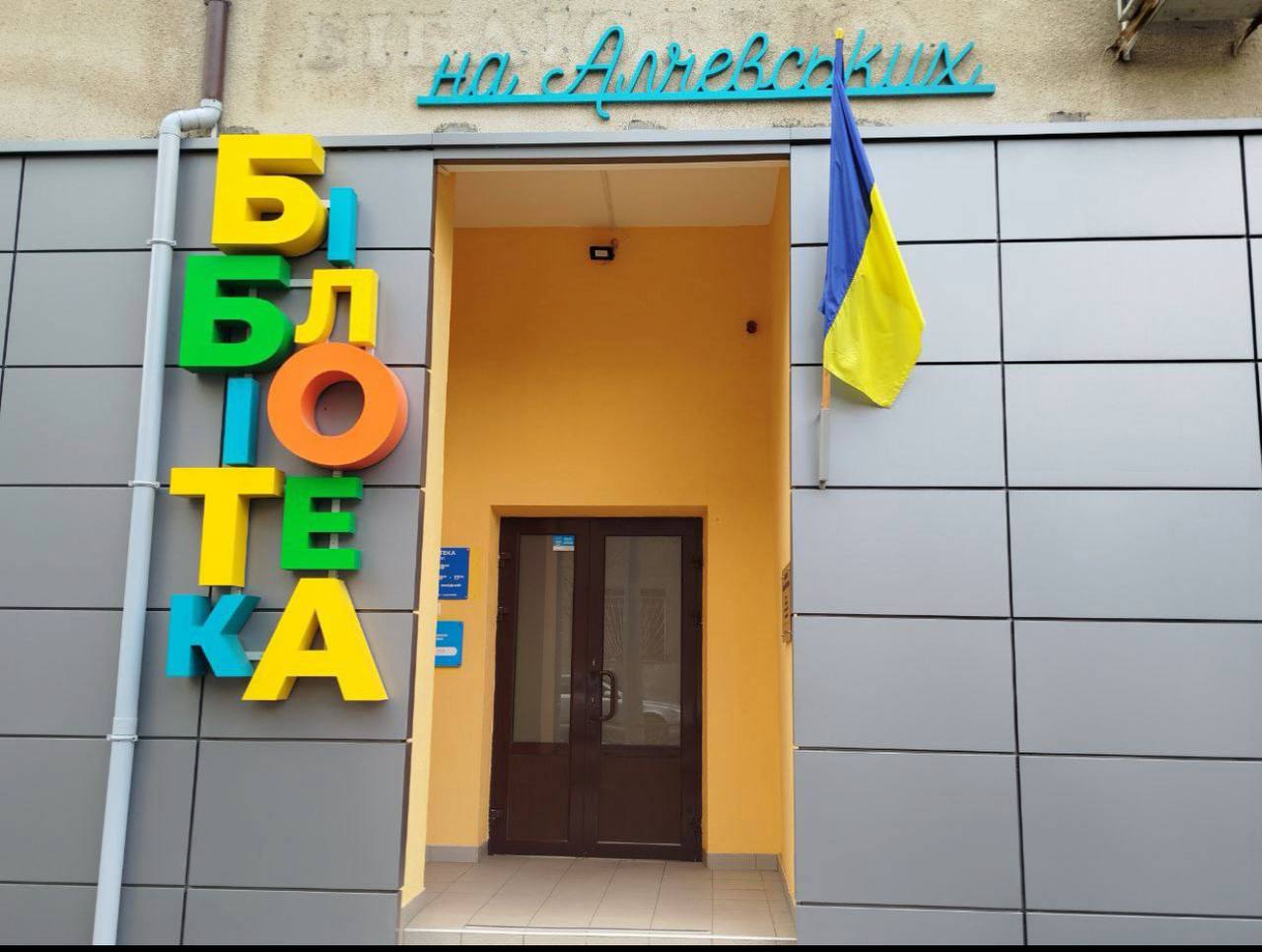
Вхід до бібліотеки

Обласний комунальний заклад «Ха́рківська обласна́ бібліоте́ка для діте́й та юнацтва» Харківської обласної ради — головний бібліотечний заклад області для дітей, науково-дослідний, інформаційний, консультативний центр з питань бібліотечно-інформаційного обслуговування дітей та організаторів дитячого читання; організаційно-методичний центр із забезпечення функціонування бібліотек для дітей та центр координації роботи бібліотек Харківської області, що обслуговують дітей.

## Історія та сучасність
1937 рік. Харківська обласна бібліотека для дітей, утворилася на базі пересувного фонду дитячої літератури міського відділу народної освіти відповідно до рішення Народного комісаріату освіти. Бібліотека функціонувала за адресою: вул. Садова, № 9. Обслуговувала дітей, підлітків та дорослих, надавала методично-бібліографічну допомогу дитячим міським, сільським, шкільним бібліотекам, книгозбірням для дорослих, що вели роботу з молоддю.
1941 рік. Послугами бібліотеки користувалися 5 тисяч читачів. У штаті значилося 43 особи. У період окупації Харкова під час німецько-радянської війни бібліотека припинила свою діяльність, фонди були втрачені.
1943 рік. Згідно з постановою Виконавчого комітету Харківської обласної ради депутатів трудящих № 559 від 23 листопада 1943 р. Харківська обласна бібліотека для дітей та юнацтва відновила свою діяльність на базі 10-ї районної масової бібліотеки Харкова. Їй було виділено будівлю по вул. Алчевських, 43. Функціонували відділи абонементів, читальний зал, методико-бібліографічна група. Штат налічував 11 осіб, фонд становив 10 500 тис. примірників і поповнювався коштом благодійних внесків харків'ян.
1946—1950 роки. Започатковано співпрацю з театрами. У межах «Тижня дитячої книжки» проводилися читацькі конференції, літературні ігри, бесіди про творчість письменників.
1951 рік. Функціонували — читальна зала, п'ять робочих кімнат. У штаті працювали 12 співробітників. Книжковий фонд налічував 44 428 примірники книг.
1962 рік. Відповідно до наказу по Міністерству культури УРСР № 38 від 6 квітня 1962 року бібліотека була реорганізована у Харківську обласну бібліотеку для дітей з подальшим обслуговуванням учнів 1-8 класів. Учні старших класів стали читачами бібліотек для дорослих.
1966 рік. Реорганізація структури обласної бібліотеки для дітей. Створюються відділи обслуговування дошкільнят, читачів-учнів 1-3 та 5-8 класів; довідково-бібліографічній і науково-методичний відділ. На посаду директора призначено Героя Радянського Союзу Сипала І. М.
1969 рік. Створено відділ збереження фондів.
1971 рік. Прийнято рішення № 341-1 виконавчого комітету Харківської міської ради депутатів трудящих від 28 липня 1971 р. про початок будівництва нового приміщення бібліотеки.
1972 рік. Вимушений переїзд за адресою: вул. 23 Серпня, 60 та 68.
1976 рік. Бібліотека отримує нове, спеціальне приміщення за вул. Алчевських, 43. Створення нотно-музичного відділу.
Наприкінці 80-х  бібліотека стає центром гуманітарно-творчого розвитку особистості читача. Зазнали змін напрямки методичної роботи: у першу чергу, бібліотекам надається практична допомога, узагальнюється інноваційний досвід роботи дитячих бібліотек, проводиться дослідницька робота з проблем дитячого читання, здійснюється видавнича діяльність. Удосконалюються інформаційно-бібліографічна та краєзнавча діяльність.
1993 рік. Створено відділ естетичного виховання.
1998 рік. Харківська обласна бібліотека для дітей — член Української асоціації працівників бібліотек для дітей. Це дозволило, репрезентуючи та захищаючи власні інтереси, підтримувати ділові контакти з державними та громадськими установами, діяльність яких спрямована на загальноосвітній і культурний розвиток дітей.
2006 рік. У бібліотеки з'явився власний сайт.
2010 рік. Відкрився Інтернет-клас для школярів та людей з обмеженими можливостями за кошти меценатів.
2011 рік. Було створено Регіональний сайт дитячих бібліотек Харківщини «Бібліомістечко — дитячий простір».
2012 рік. Відкрилася виставкова зала «Вернісаж у фоє», у якій експонуються творчі роботи дітей з Харківщини, України та світу.
2013 рік. I місце за відеоролик «Світ бібліотек» на регіональному фестивалі «БібліоКіноФест 2.0» у межах Міжрегіонального ярмарку «Бібліотечні інновації для громад: створюємо майбутнє». Перемога у 4-му раунді конкурсу програми «Бібліоміст» «Організація нових бібліотечних послуг з використанням вільного доступу до Інтернету». Відкриття Інтернет-центру «PiNgWiN».
2014 рік. Буктрейлер «Троє поросят» увійшов до десятки найкращих у конкурсі «Відкрий буктрейлером суть книги», ініційованому Українською бібліотечною асоціацією спільно з видавництвом «Час майстрів».
2015 рік. Перемога у Всеукраїнському огляді-конкурсі обласних бібліотек для дітей у номінації «Науково-методична робота». Благодійна акція «Татова книжка» — створення першої в Україні буккросинг-бібліотеки для військових на вокзалі (спільно з волонтерською групою «Південний пост»). Передано близько 3 000 нових книжок для дітей бійців АТО.,. Перемога у Всеукраїнському конкурсі «Регіональні піар-офіси сучасних бібліотек» програми «Бібліоміст».
2016 рік. Харківська обласна бібліотека для дітей організовує та проводить масштабні міжрегіональні заходи "Літня школа безпеки «Запобігти. Врятувати. Допомогти» з актуальних проблем взаємодії дитячих бібліотек для дітей з громадою щодо питань цивільного захисту. Участь у реалізації Загальноукраїнського Проекту культурної інтеграції «Український Донбас». Бібліотечний десант спільно з харківськими митцями до Слов'янська з літературно-музичною композицією «Іван Франко та Леся Українка: погляд через призму віків».

«ПогранКульт: ГаліціяКульт» — творча анімаційна резиденція у Харківській обласній бібліотеці для дітей, спрямована на роботу із юними художниками від 6 до 14, які створювали мультфільм «Країна чудес». 

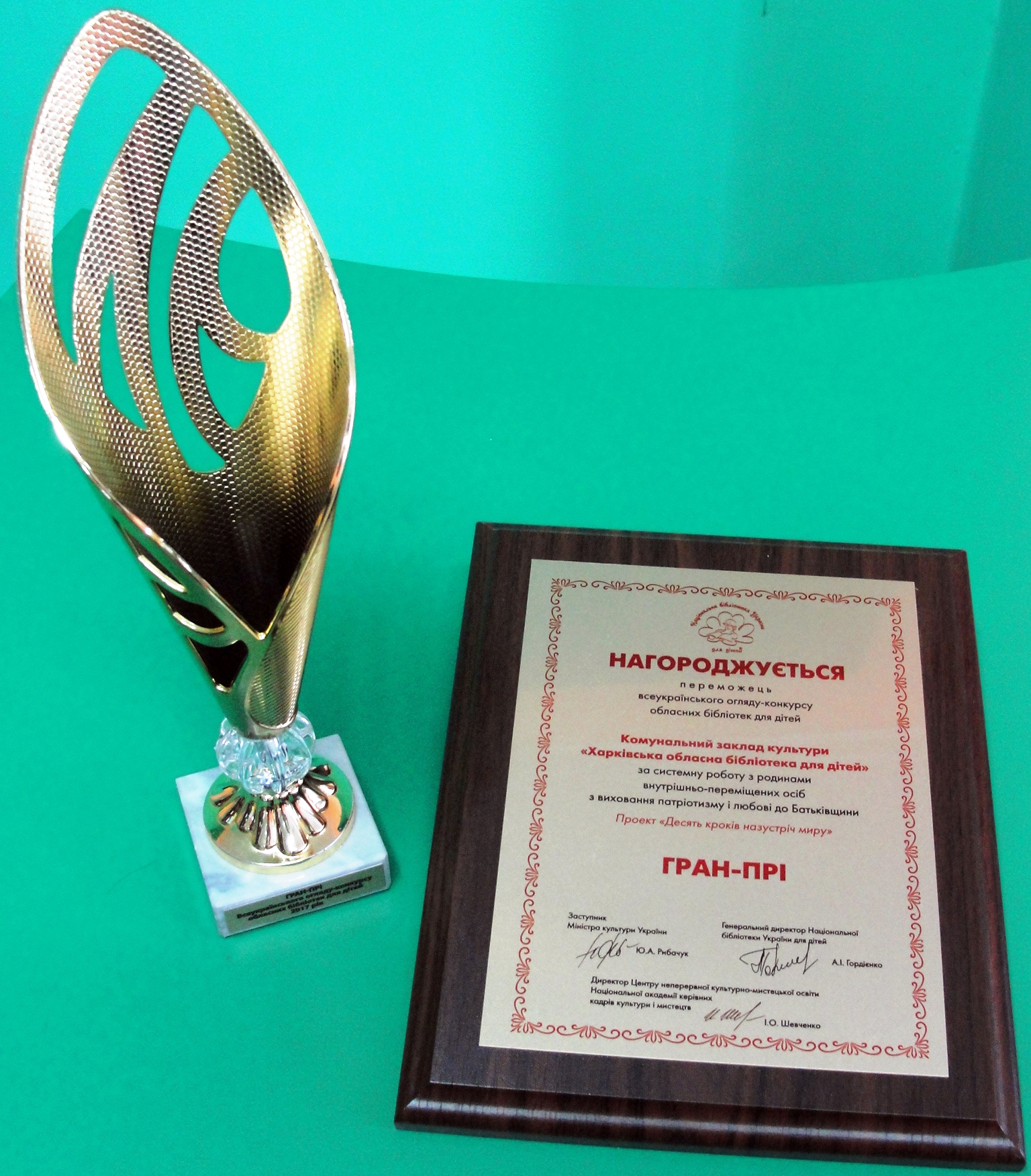
Харківська обласна бібліотека для дітей стала переможцем Всеукраїнського огляду-конкурсу обласних бібліотек для дітей й отримала Гран-прі за проект «Десять кроків назустріч миру»

2017 рік. Школа мультиплікації «Пізнай місто».
Гран-прі Всеукраїнського огляду-конкурсу обласних бібліотек для дітей за цільову комплексну програму «10 кроків назустріч миру».
Відкриття музею АТО (зараз музей ООС — операція об'єднаних сил) «Блокпост пам'яті. Харків», де зберігаються і експонуються артефакти із зони ведення бойових дій на Сході України: особисті речі, шеврони, листи, військова амуніція, уламки снарядів, елементи військової техніки. Окремий елемент експозиції–сучасні документальні книги, присвячені Революції Гідності та військовій операції на Сході.
У 2017 році розпочалася співпраця з Ржавецьким психоневрологічним інтернатом з метою надання психологічної і матеріальної допомоги його вихованцям.
2018 рік. Створені читачами мультфільми про Харків на заняттях школи мультиплікації «Пізнай місто», були перекладені білоруською мовою та продемонстровані на білоруському телебаченні.
У межах форуму «СлободаКульт» у м. Ужгороді було організовано та відкрито фотовиставку «Родинний альбом», презентовано мультфільм «Олеся на Закарпатті», створений читачами ХОБД.
Започатковано Школу анімації «Оживи книгу», у межах якої користувачі упродовж року працюють над створенням буктрейлерів.
Проведено масштабні квести: спортивний квест «Місія нездійсненна» для учнів Пісочинської школи «Мобіль» та пізнавальний квест «Ми — козацького роду» у межах фестивалю «Пульс свободи» для учнів мереф'янських шкіл спільно з ГО «Мереф'янські ініціативи».
За трудову діяльність та високий професіоналізм колектив бібліотеки відзначений низкою закордонних, державних, регіональних відзнак і нагород. Бібліотека активно ініціює та успішно реалізовує різноманітні програми та проекти, спрямовані на просування книжки та читання, вирішення важливих соціальних питань. ХОБД займається видавництвом і розповсюдженням методико-бібліографічних видань, надаючи ефективну методичну і практичну допомогу дітям, батькам, учителям та бібліотечним фахівцям області.
У бібліотеці діє аматорське об'єднання «Театр на колесах», у репертуарі якого різнопланові постановки для дітей.
Триває співпраця з пенітенціарними закладами: Харківською школою соціальної реабілітації (до 2011), Курязькою виховною колонією ім. А. С. Макаренка. Фахівцями бібліотеки надається превентивна допомога дітям «групи-ризику» з приймальника-розподільника для дітей ГУНП в Харківській області.
Дружні зв'язки бібліотека підтримує з громадськими та культурними закладами міста: Харківською державною академією культури, Харківським національним педагогічним університетом імені Григорія Сковороди, Харківським художнім музеєм, Харківським обласним палацом дитячої та юнацької творчості, загальноосвітніми школами тощо.
Бібліотека є базою практики для студентів Харківської державної академії культури, Харківського училища культури. Щорічно на базі бібліотеки відбуваються курси підвищення кваліфікації для працівників шкільних бібліотек області та міста (Харківський обласний інститут безперервної освіти), бібліотекарів дитячих бібліотек регіону. Зміцнилися зв'язки із засобами масової інформації.

За останні 5 років ХОБД тричі отримувала титул «Найкраща дитяча бібліотека України» у різних номінаціях.
2021 р. Заклад визначили найкращим серед обласних дитячих бібліотек України за екологічний проєкт «Зелені легені» (за підтримки Комітету  Верховної Ради України з питань екології).
2023 р. Знаковою подією стала перемога ХОБД у Всеукраїнському огляді-конкурсі обласних бібліотек для дітей у номінації «Організаційно-методична робота», який проводила Національна бібліотека України для дітей під патронатом Міністерства культури та інформаційної політики України.
З початком повномасштабного вторгнення рф життя бібліотеки розділилось на «до» і «після». Заклад активно працює, незважаючи на воєнний стан.
Як головна дитяча книгозбірня краю, Харківська обласна бібліотека для дітей  ні на мить не переривала зв'язок ані з читачами, ані з колегами.
Після 24 лютого 2022 р. попри те, що було оголошено простій, вже через 2 тижні ХОБД започаткувала патріотичний онлайн-флешмоб «Я з України», який згодом став міжнародним. 500 робіт було надіслано на електронну адресу бібліотеки не тільки з України, а із Швейцарії, Хорватії, Іспанії, Німеччини, Бельгії, Фінляндії, Австрії, Грузії — це країни, де перебували дітлахи, які змушені були покинути рідні домівки. Особливо безцінні роботи дітей, які вони малювали у підвалах та бомбосховищах рідного Харкова.
Співробітники вже у квітні 2022 р. під артобстрілами пробирались до бібліотеки, щоб відібрати книжки для дітей і привезти їх у метро та укриття.
У неймовірно важких обставинах воєнного стану публічні бібліотеки Харківщини продовжують бути центрами задоволення культурних, інформаційних та освітніх потреб, важливими осередками солідарності, соціальних та волонтерських проєктів.
За більше ніж 800 днів повномасштабного вторгнення бібліотеки та їх співробітники адаптувались до воєнних реалій сьогодення, переформатували свою роботу, взялись активно допомагати захисникам та цивільному населенню як матеріально, так і морально.
З перших днів війни бібліотекарі Харківщини беруть участь  у волонтерському русі та благодійництві, стають активними учасниками громадського та культурного фронту, партнерами місцевої влади, сприяють соціальній адаптації, допомагають у пошуку роботи, формують гуманітарну допомогу для внутрішньо переміщених осіб, які тимчасово проживають на території громад.
1 вересня 2022 р. Разом зі школами Харкова розпочали навчальний рік, стартував найпотужніший бібліотечний онлайн-проєкт «БібліоШкола», спрямований на психологічну підтримку учнів в умовах війни, розвиток їхнього творчого потенціалу та пізнавальних інтересів. Фахівці ХОБД проводять онлайн-уроки з різних актуальних тем (кібербезпека, цивільний захист та ін.) для здобувачів освіти 28-ми закладів загальної середньої освіти міста Харкова та області.
Наявність укриття дала змогу повноцінно здійснювати діяльність за всіма напрямами попри обстріли та блекаути. Через заборону масових заходів Радою оборони області в рази збільшилась кількість дистанційних бібліотечних подій.
2023 рік. Реорганізація.
Вектором, що суттєво вплинув на всю діяльність закладу, стало рішення Харківської обласної ради від 14 лютого 2023 року № 522-VIII «Про припинення ОБЛАСНОГО КОМУНАЛЬНОГО ЗАКЛАДУ „ХАРКІВСЬКА ОБЛАСНА БІБЛІОТЕКА ДЛЯ ЮНАЦТВА“ шляхом приєднання до ОБЛАСНОГО КОМУНАЛЬНОГО ЗАКЛАДУ „ХАРКІВСЬКА ОБЛАСНА БІБЛІОТЕКА ДЛЯ ДІТЕЙ“ та перейменування ОБЛАСНОГО КОМУНАЛЬНОГО ЗАКЛАДУ „ХАРКІВСЬКА ОБЛАСНА БІБЛІОТЕКА ДЛЯ ДІТЕЙ“».
У зв'язку з набуттям статусу бібліотеки для дітей та юнацтва, фахівцями на початку року була розроблена Стратегія розвитку оновленого закладу, згідно з якою значно оптимізована його структура: замість 10-ти відділів, що були у 2-х закладах, працює 5.
Створено Відділ «Молодіжний Хаб» як структурний підрозділ бібліотеки по роботі з молоддю.
  Наповнення змістом та постійне вдосконалення вільного, цікавого, змістовного, комфортного простору з урахуванням зонування для реалізації суспільного призначення Молодіжного Хабу та здійснення основних соціальних цілей — це основа його функціонування:
-        Коворкінг-центр — окремий простір з комп'ютерами та WI-FI зв'язком для самостійної чи спільної роботи, обговорення ідей та ініціатив на локальному рівні;
-        Івент-рум — майданчик для проведення заходів будь-якого формату;
-        Освітня локація;
-        Євроклуб — неформальне об'єднання молоді, спрямоване на поширення європейських цінностей.
  Сприяючи  інтелектуальному, моральному, духовному розвитку молоді, реалізації її творчого потенціалу, забезпеченню національно-патріотичного виховання та громадянської освіти молоді, постійно організовуються та проводяться соціокультурні заходи, експонуються виставки, медіапрезентації.
  На базі Молодіжного Хабу успішно діють такі проекти:
1.     Психологічний просвітницький проєкт для молоді «Азбука відносин. Моя сім'я від Я до МИ» у партнерстві із Благодійною організацією "Благодійним Фондом «Заради життя».
2.     Сприяючи розвитку творчих здібностей підлітків та молоді, засновано творчу майстерню «Час експериментів».  Проєкт побудований на основі 12 Цілі сталого розвитку «Відповідальне споживання та виробництво».  
   Освітня локація Хабу з кожним днем набуває ваги.
  Заплановані та реалізуються в життя заходи з таких напрямків:
-        цикл заходів з відзначення основних державних подій та свят в історії України;
-        «Літературний календар» — цикл заходів з промоції читання, популяризації української літератури: виставки, присвячені письменникам і книгам-ювілярам, тематичні добірки літератури, презентації, огляди, рекомендації тощо;
-        «Книжковий дофамін» — цикл заходів з популяризації європейської літератури та шедеврів європейського письменництва, відзначення ювілейних дат.
  Створена власна сторінка Хабу в Instagram. Наразі має 750 підписників. Висвітлення діяльності Молодіжного Хабу в соцмережах дало позитивні результати: до Хабу почали звертатися та пропонувати участь у спільних проєктах  міжнародні організації та благодійні фонди. Молодіжні центри (Хаби) повинні стати потужними драйверами позитивних змін у громаді.
2024 рік. Активно оновлюється бібліотечний фонд, станом на 01.01.2024 складає 174 тис. 743 примірники видань. За 2023 р. до бібліотеки надійшло 1427 примірника.
За грантовими конкурсами було отримано 176 книг, а саме:
- Завдяки перемозі бібліотеки у проєкті «Книжкові гранти» одержано 119 сучасних книжок на суму 30 000 гривень. Організатори проєкту: Українська асоціація видавців та книгорозповсюджувачів у партнерстві з Благодійним фондом «Бібліотечна Країна» та БФ громади Харкова «Толока».
- Від Українського інституту книги та Міністерства культури та національної спадщини Польщі отримано 20 книжок у межах проєкту «Польська полиця в Україні» (література польських авторів для дітей і дорослих).
- Від Почесного консульства Австрії у місті Харків одержано 68 прим. книжок німецьких та австрійських авторів, перекладених української мовою, для ХОБД та бібліотек міст Богодухів, Балаклея та Ізюм.
Бібліотекою було продовжено кілька напрямів, що розроблялися з початку війни з рф з 2014 р. у межах власного проєкту «Десять кроків назустріч миру»: робота з дітьми військових, «Школа безпеки», поглиблення діяльності Музею «Блокпост пам'яті. Харків» (з 2017) та ін.
Надзвичайно важливим стало продовження роботи з внутрішньо переміщеними особами, відновлення психологічної рівноваги користувачів через читання, творчі та ігрові заняття, консультації психологів, підтримка волонтерських організацій. Фахівці ХОБД відвідували дітей у захищених просторах (ГО «Спільнота небайдужих ДІЯ», БФ «Юкрейніан Лайф», "БФ «УЛІК», «Спільно. Точки» дитячого фонду ООН UNICEF та ін.).
Нові напрями з початку повномасштабного вторгнення з 2022 р.:
-  Налагоджено плідну співпрацю з Міжнародною організацією з міграції (МОМ). У 2023 р. відкрито 5 бібліотечних пунктів в місцях компактного проживання ВПО, де фахівці регулярно проводять різноманітні майстер-класи для дітей та дорослих.
-  Співпраця з міжнародними організаціями, благодійними фондами, волонтерськими організаціями різних держав (Італія, Німеччина, Бельгія, Польща, Литва, Фінляндія та ін.)
-  Особлива увага приділяється підтримці ментального здоров'я у межах Всеукраїнського  проєкту «Ти як?». До заходів долучаються як харків'яни, так і ВПО.
-  Створення розмовного клубу «Язиката Хвеська» в межах Всеукраїнського мовознавчого проєкту «Єдині» при бібліотеці та в місцях компактного проживання ВПО.
-  Робота Інклюзивного хабу ХОБД у партнерстві із БФ «Центр здоров'я і розвитку дитини», де значну увагу приділяємо дітям з особливими потребами (музична, танцевальна, психологічна терапія, арт-терапевтичні майстер-класи для дітей із особливостями ментального розвитку та їхніх батьків).
-  Широкого резонансу набув проєкт, присвячений екологічним загрозам від війни. Створена ХОБД виставка дитячих робіт «Pай, перетворений на пекло. Зупиніть екоцид в Україні!» експонувалась співробітниками в кількох містах України та Польщі.
        Активно залучаються діти Харківщини до участі у всеукраїнських і міжрегіональних конкурсах дитячої творчості. Навіть під час війни маємо найбільшу кількість учасників серед областей України, читачі Харківщини стають переможцями. 2023 року більше 700 дітей взяли участь у різних творчих змаганнях.
У реаліях  війни фахівці згуртувалися, показали високий рівень комунікацій, професійну мобільність та спроможність до змін.
Бібліотека продовжує працювати, вона стала місцем безпеки та свободи, волонтерським осередком, центром гуманітарної допомоги, де кожен, хто потребує цього, отримає затишок та психологічну підтримку.

### Керівники
- Гандельман Яків Йосипович[37] (Перші повоєнні роки)
- Катрич Яків Євстаф'євич (1948—1965)
- Сипало Іван Миронович, Герой Радянського Союзу (1966—1973)
- Попіначенко Людмила Георгіївна (1973—1983)
- Трохименко Олександр Петрович[38] (1983—1995)
- Полях Ніна Павлівна (Деякий час)
- Трохименко Галина Володимирівна (з 1998 і до тепер), заслужений працівник культури України[39],[40],[41].

### Конкурси
- 2011—2015 роки. Фестивалі «Книжковий зорепад». У межах III Літературного фестивалю бібліотека запровадила нову для Харкова форму популяризації книжки та читання — «Читаючий трамвай»[42].

ХОБД започаткувала Міжрегіональний мистецький конкурс листівок:
- 2016 рік. «Дім. Родина. Батьківщина» (за участі читачів бібліотек Харківської, Луганської та Донецької обл.)
- 2017 рік. «Бібліотека. Книга. Родина» (за участі читачів бібліотек Харківської, Львівської та Донецької обл.) спільно з Львівською обласною бібліотекою для дітей.
- 2018 рік. «Від перлинок Слобожанщини до родзинок Закарпаття» (за участі читачів бібліотек Харківської та Закарпатської обл.) спільно з Закарпатською обласною бібліотекою для дітей та юнацтва.

### Обласний патріотичний форум
З ініціативи Харківської обласної бібліотеки для дітей у культурному житті Харківщини відбувається яскрава подія — проведення обласних патріотичних форумів.
- 2015 рік — I Обласний патріотичний форум «В граніті, в бронзі, у серцях…», присвячений 70-річчю закінчення Другої Світової війни[43].
- 2016 рік — ІІ Обласний патріотичний форум «Віват, Україно!», присвячений 25-річчю незалежності України[44],[45].
- 2017 рік — III Обласний патріотичний форум «З Україною в серці», присвячений Дню захисника України[46],[47].
- 2018 рік — IV Обласний патріотичний форум «Ми діти твої, Україно!», присвячений Дню захисника України[48].

## Рекомендована література
- Літопис [Електронний ресурс] // Харківська обласна бібліотека для дітей [вебсайт]. — Режим доступу : http://bibl.kharkiv.ua/litopis
- Калюкин Ф. По библиотекам Харькова: [путевые впечатления] / Ф. Калюкин // Красный библиотекарь. — 1927. –№ 6. — С.79-82.
- Рушаймо в похід за книгою // На зміну. — 1929. — 14 лютого.
- Образцовая детская библиотека // Харьковский рабочий. –1935. –1 августа. –С.4.
- Євсеева К. Дітям потрібен свій театр / К. Євсеева, К. Ногтєва // Соц. Харківщина. — 1946. — С.23.
- Сицинська О. Лист працівників обласної дитячої бібліотеки письменникам Харкова: [лист із закликом до співробітництва письменників Харкова з працівниками обласної бібліотеки для дітей] / О. Сицинська, А. Денисова // Соц. Харківщина. — 1946. — С.5.
- Гандельман Я. Конференция юных читателей / Я. Гандельман // Красное знамя. — 16.V.1947. — № 96.
- Снегова Е. Дискоклуб у бібліотеці / Е. Снегова // Соц. Харківщина. — 1985. — 18 січня. –С.3.
- Романовский В. Если вместе, если дружно / В. Романовский // Вечерний Харьков. — 1994. — 12 мая. –С.3.
- Малкова А. Театральные посиделки /А.Малкова // Слобода. — 1994. — 14 мая. — С.6.
- Трофименко Г. В. Мир не без добрых людей / Г. В. Трофименко // Слобода. –2000.–17 октября. — С.6.
- Бєлєй О. Бібліотеці — 50 років / О. Бєлєй // Панорама.– 2002. — 4 січня. — С.4.
- Канистратенко Н. С днем рождения, книжкин дом / Н. Канистратенко // Слобода. — 2002. — 17 декабря.
- Матюх Н. Щедрі душею, любов'ю, увагою / Н. Матюх // Слобода. — 2002. — 17 декабря. — С.7.
- Чумаченко С. Летние чтения — 2008/ С. Чумаченко // Харьковские известия. — 2008. — 16 августа.
- Харківська обласна бібліотека для дітей: 70 років // Ювіляри України. Події та особистості XXI століття / Упоряд. Болгов В., вип. другий. — К. : Інститут біографічних досліджень, 2008. — С. 199.
- Завжди сюрпризи //Харьковские известия. — 2009. — 3 декабря. — С.9.
- Все мы — родом из детства // Харьковские известия. — 2010. — 16 февраля. — С.9.
- Саліна Н. Козацько-лірницька традиція Слобожанщини / Н. Саліна // Слобідський край. — 2010. — 5 жовтня. — С.6.
- Канунникова И. Харьковская библиотека удивила коллег / И. Канунникова // Вечерний Харьков. — 2017 — № 145. — С.4.

## You control, досьє бібліотеки
- Офіційний сайт Харківської обласної бібліотеки для дітей